# Корокке

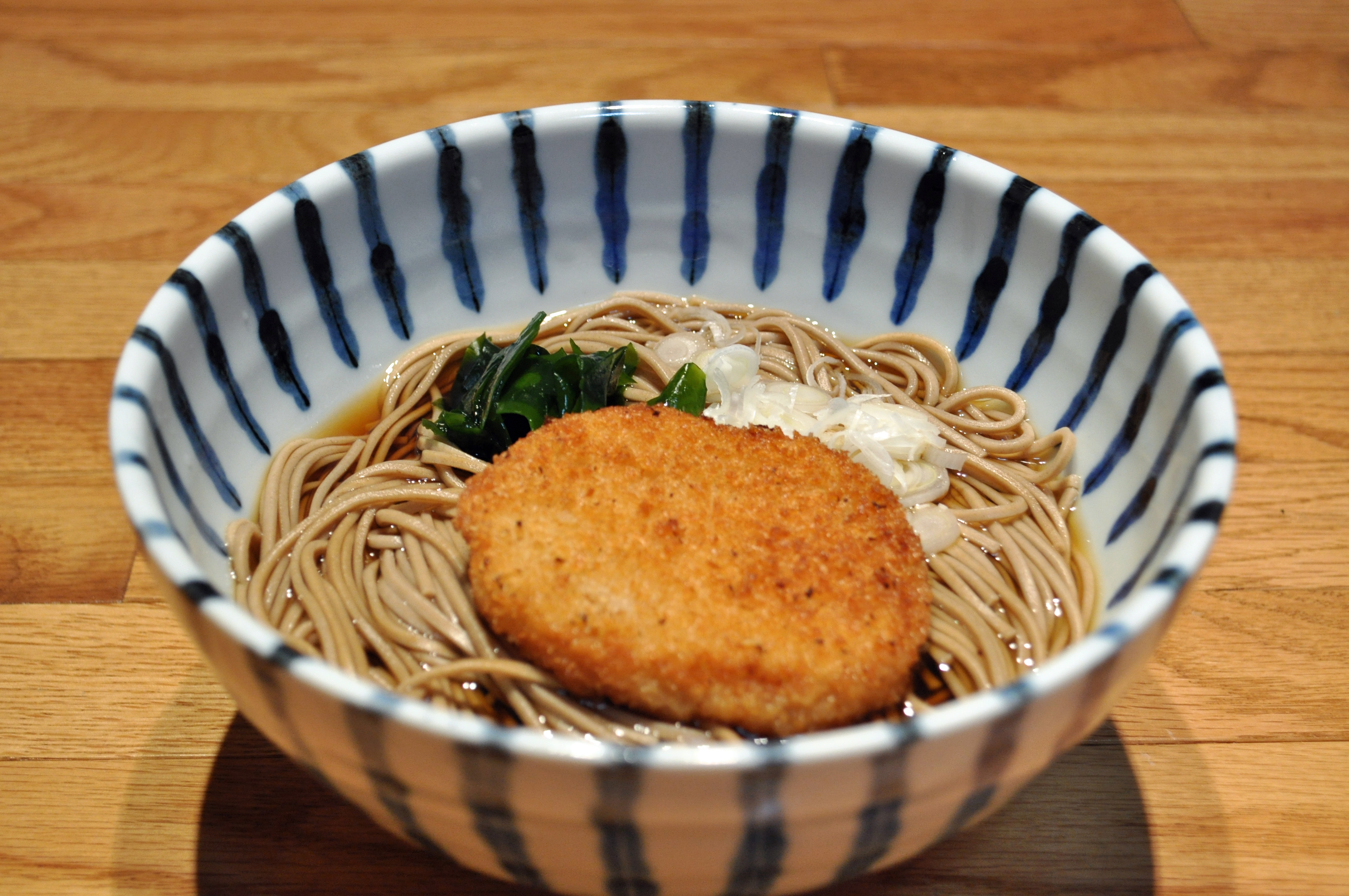
Корокке соба

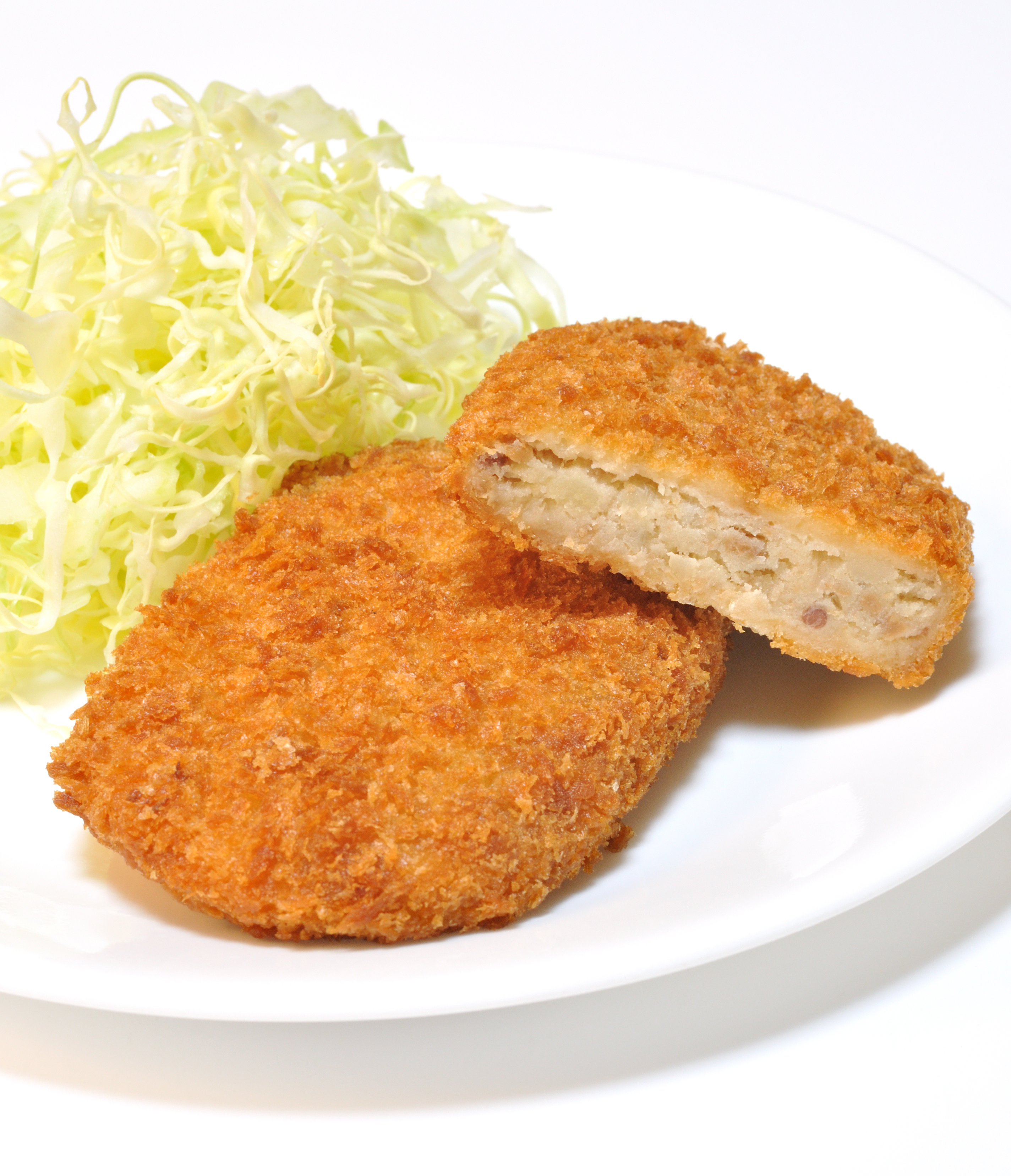
Корокке

Корокке (яп. コロッケ; [koꜜɾokke]) — японська назва страви, смаженої у фритюрі, подібної до французьких крокетів. Корокке готується шляхом змішування вареного нарізаного м'яса, морепродуктів або овочів з картопляним пюре або білим соусом. Інгредієнти формуються у плаский пиріжок, він панірується в пшеничному борошні, яйцях та сухарях по-японськи, а потім смажиться у фритюрі до коричневого кольору зовні.

## Історія
У 1887 французький крокет привезений в Японію. Існує думка, що корокке з використанням картопляного пюре було винайдено, оскільки технологія переробки молочних продуктів не була популяризована в Японії на той час.
Корокке можна знайти майже в кожному супермаркеті та міні-магазині в Японії за доступною ціною.

## Різновиди
Існує безліч типів корокке залежно від інгредієнтів, що використовуються у приготуванні.
- Картопляне корокке — корокке, виготовлене з використанням картоплі.
- М'ясне корокке — короке, виготовлене з меленим м'ясом та картоплею. Якщо використовується лише з м'ясо, це менчі-кацу (яп. メンチカツ).
- Тунцеве корокке — корокке з тунцем.
- Ясай (овочеве) корокке — корокке зі змішаними овочами.
- Каррі корокке — корокке ароматизоване з каррі.[4]
- Кабоча (гарбузове) корокке — корокке, виготовлене з використанням гарбуза.
- Окара корокке — корокке з використанням окари (соєвої пульпи).
- Кремове корокке — корокке, виготовлене з білим соусом.
- Ґуратан корокке — корокке з білим соусом та макаронами.

Корокке іноді продають загорнутим у папір. Їх також можна використовувати як начинку для інших страв. Коли вони подаються між двома скибочками хліба, вони називаються корокке пен (пен — це хліб по-японськи) або корокке сандо. Ґуракоро — це продукт, представлений японським MacDonald's, і є сандвічом з ґуратан-корокке.